# Коваль Ярослав Ількович
Яросла́в І́лькович Кова́ль(1908, с. Цінева, тепер Дубівська сільська громада, Калуський район, Івано-Франківська область — 1997, Львів) — український фотограф, учасник УФОТО та редколегії часопису «Світло і тінь», поет, краєзнавець, колекціонер, ініціатор та співзасновник бойківського музею у Ціневі.

## Життєпис
Ярослав Коваль народився 16 грудня 1908 року у Ціневі на Бойківщині, в сім'ї Ілька та Катерини Ковалів. Сім'я була заможна і мала 5 дітей. Батько майбутнього митця був сільським ковалем, мав крамницю, пасіку та молочарню. Мати Катерина, до шлюбу Комар — походила з родини майстрів кушнірів. Саме вона прищепила Ярославу любов до фольклору, спонукала до збиральницької та дослідницької праці. Дід по батьковій лінії був скульптором-каменярем.
Початкову школу Ярослав Коваль закінчив у рідному селі. Після одного з боїв Першої світової, що відбувся на околиці села, старший брат Ярослава знайшов карабін, який потім обміняли на трофейний фотоапарат «ідеаль-222» фірми «Цейс». Так у сім'ї майбутнього митця з'явився перший фотоапарат. Інженер Венедикт Стасів, що квартирував у хаті Ковалів, взявся показати Ярославу технологію фотографічної справи.
Задля продовження навчання Ярослав Коваль у 1918 році разом з братом Володимиром вступив до української приватної класичної гімназії ім. Маркіяна Шашкевича в Долині. У 1924 році гімназію в Долині було розформовано, Ярослав продовжив навчання у Рогатинській гімназії, тоді як Володимир — у академічній гімназії у Львові. Директором школи у Рогатині був Антін Крушельницький, а згодом Микола Чайковський, син Андрія Чайковського. Навчання у гімназії також посприяло можливості спілкування ще з цілою плеядою діячів, серед яких Осип Турянський, Микола Угрин-Безгрішний, Роман Грицай, Борис Кудрик та Юліан Каменецький. Останній, будучи професором історії, організував у гімназії антиалькогольний рух серед пластунів, у якому Ярослав Коваль брав активну участь. Микола Чайковський, в свою чергу, провадив у гімназії фотогурток, який також став у пригоді становленню творчого генія Коваля.
У 1930 році, уже спробувавши свої сили у фотографії, Ярослав Коваль стає студентом філософського факультету Львівського університету Яна Казимира. Тут же він записується на фотографічний факультатив Юзефа Світковського. Під час навчання в університеті продовжує брати активну участь в протиалкогольній кампанії, виготовляючи експонати «Першої української мандрівної протиалкогольної виставки» Івана Раковського. Виставку було презентовано 1932 року у приміщенні НТШ і вона отримала схвальні відгуки, зокрема і від Іларіона Свєнціцького, який у підсумку надав приміщення для створення постійної антиалкогольної експозиції у Національному музеї.
Опісля університету у 1934 році Ярослав Коваль відкриває фотомайстерню у Рожнятові. Тут він розгортає активну «маркетингову» діяльність з популяризації фотографіки серед місцевого селянства, роздрукувавши 5000 дотепних оголошень «з життя»:
|   | Анна Рабуцька з Каменя. Раяли їй доброго кавалера аж з Поділля, котрий писав: „Пришли, Анничко, фотографію“. Не післала, довідалися другі дівчата, післали свої фотографії, і тепер буде весілля, бо одну жених сподобав. А Анна плаче, бо хоче віддаватися. І нарікає на себе, що не фотографувалася. |
| — | |

Але виключно в студії не працює. Багато подорожує з фотоапаратом околицями, світлить місцевих мешканців у звичному середовищі, навідується також до Підлютого, де була резиденція митрополитів УГКЦ, світлить Андрея Шептицького та його поважних гостей. Серед спадку цього часу також портрети Олекси Новаківського, Ольги Дучимінської, Ірини Вільде, Романа Сельського…
У 1939 році, коли радянська влада приходить на Західну Україну, Ярослава Коваля разом з Романом Курбасом (вуйком Леся) заарештовують і тримають у Долині. Але невдовзі відпускають і митець не має іншого вибору, як працювати фотографом на документи і художником комуністичних гасел.
У 1941 році, рятуючись від вивезення до Німеччини, прийняв поміч свого шкільного товариша і, знаючи грецьку та латину з університету, влаштувався лаборантом в аптеку в Рожнятові.
Незадовго до повернення більшовицького контролю над Станіславщиною перша дружина пана Ярослава, полячка, пропонувала іммігрувати на її історичну батьківщину, але фотограф не підтримав цю ідею. Тоді, як Рожнятів опинився в тилу Червоної Армії у 1944, нова влада спочатку підвищила пана Коваля до завідувача аптекою, а після завершення інвентаризації 7 серпня 1944 року взяла під варту.
Спочатку катували у Рожнятівському замку, а тоді вивезли до Станіславова, де станіславський військовий трибунал НКВС «за співпрацю з ОУН та державну зраду» засудив його до розстрілу. Варто зазначити, що Ярослав Коваль ніколи (навіть після досягнення Україною незалежності) не розповідав нікому, щоб він брав участь у збройовому рухові опору. Проте 39 діб він у камері смертників очікував виконання вироку.
Опісля 39 днів було оголошено що смертний вирок переглянуто командувачем фронту і замінено на 25 років каторги. Ярослава Коваля етапували на Воркуту, де присвоїли каторжний номер 0-712. Він відбув на каторзі 11 років, працював у шахті, а тоді був звільнений по причині послаблення, що відбулося після смерті Сталіна.
Повернувся до рідного села у 1955 році. Отримав відмову у прописці і працював колгоспним фотографом. Створював сатиричні стінівки, отримував грамоти та дипломи за перемоги у конкурсах.
У 1961 році одружився з львівським театрознавцем Іриною Горбенко, але ще 17 років не міг отримати прописку у Львові і жив у Добротворі.
1962-го року відбулась виставка світлин Ярослава Коваля у Львові, де була представлена сотня робіт фотохудожника. У 1987-му, у Музеї фотомистецтва, відбулася виставка «60 років з фотоапаратом», що отримала схвальні відгуки у пресі.
Після 1991 року Ярослав Коваль активно включився у розбудову фотографіки молодої держави України, входив до редколегії відродженого альманаху «Світло і тінь», де регулярно друкував свої статті, брав участь у засіданнях львівського фотоклубу. На початку 90-х відбулися виставки світлин Я.Коваля, присвячені митрополиту Шептицькому у Києві, США та Канаді, 1996 року митець видав книгу «Господар Перегінської пущі», присвячену митрополиту.
Помер Ярослав Ількович Коваль 24 червня 1997 року у Львові. Похований у Ціневі, коло матері. На могилі встановлено надгробок у вигляді імпровізованого фотоапарата.

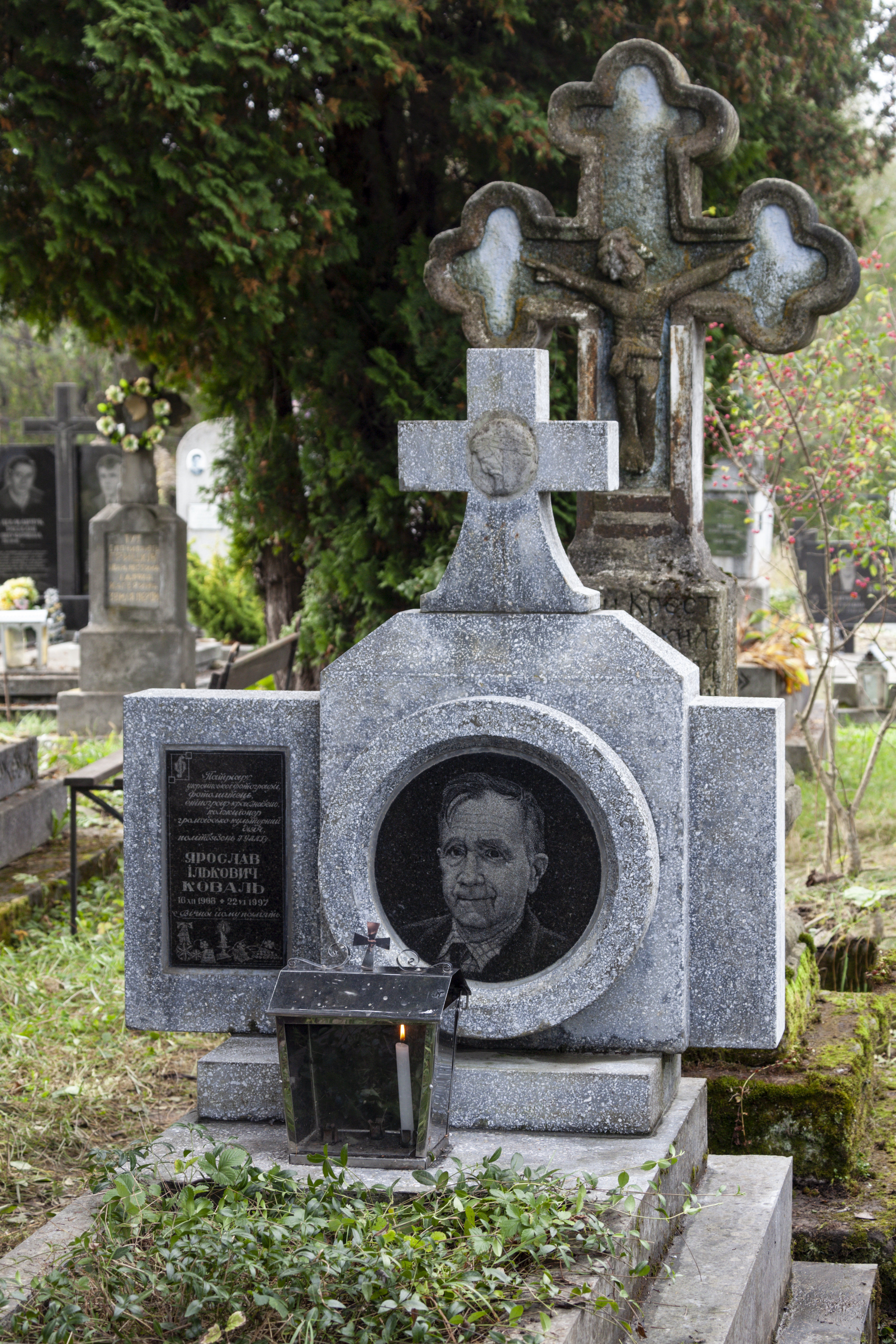
Могила Ярослава Коваля у Ціневі